# Disko Line
Disko Line ist eine grönländische Passagierreederei. 

## Geschichte

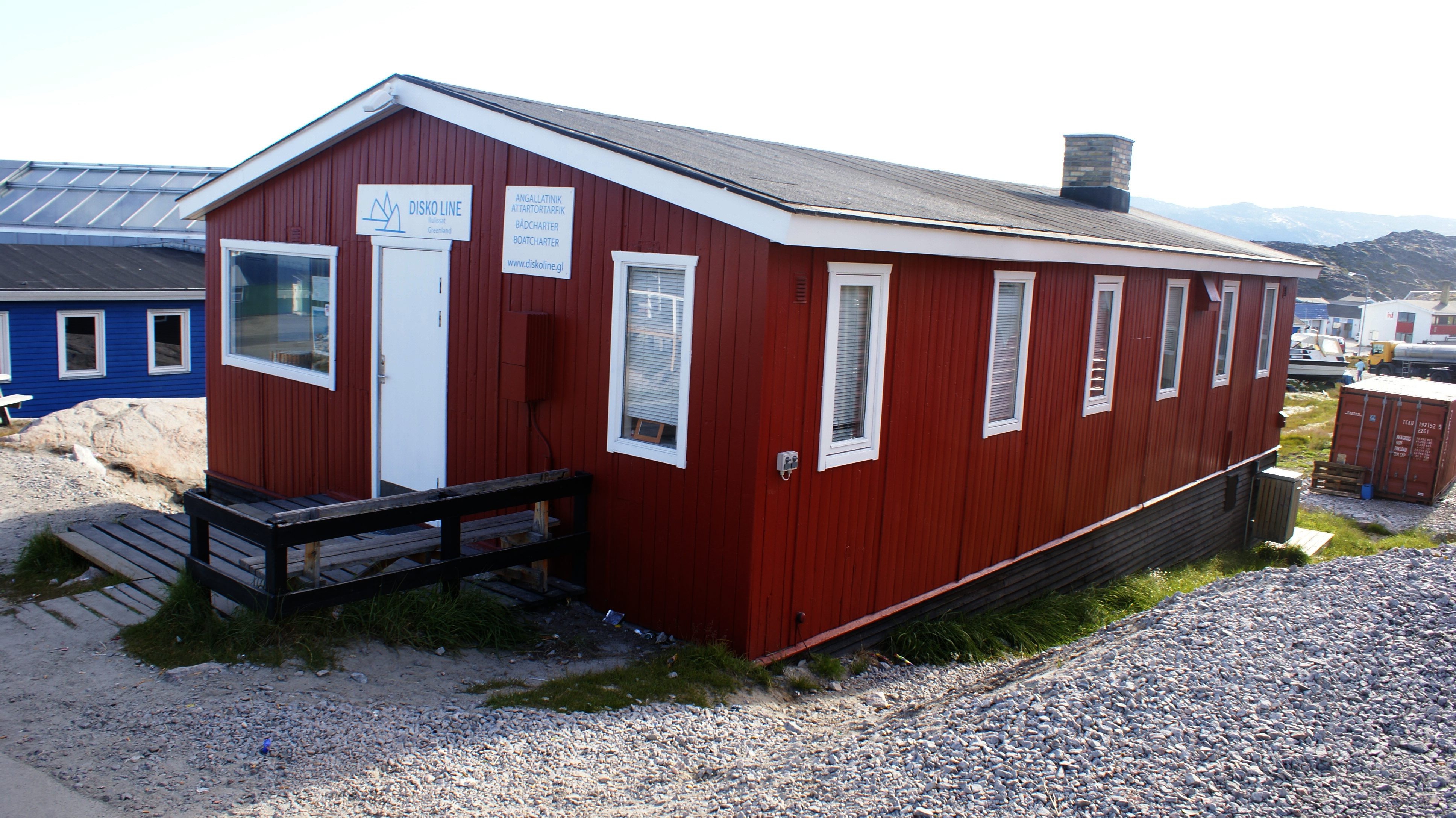
Hauptsitz der Disko Line in Ilulissat

Disko Line wurde 2004 als privates Reedereiunternehmen von Bürgermeister Ole Dorph, der später auch Direktor wurde, gegründet. Anfangs verfügte Disko Line nur über das Schiff Najaaraq Ittuk. Im Januar 2006 kaufte das Unternehmen die Aviaq Ittuk von Arctic Umiaq Line. In den folgenden Jahren wurde die Flotte stark ausgebaut. Mittlerweile werden mehrere Schiffe mit einer jeweiligen Transportkapazität von 10 bis 60 Passagieren betrieben.  Im selben Jahr erhielt das Unternehmen durch einen Servicekontrakt mit der grönländischen Regierung Recht und Pflicht zum Linienverkehr in der Diskobucht. 2007 bot Disko Line an, auch Linienverkehr bis nach Uummannaq und Upernavik durchzuführen. Dies wurde von der Regierung abgelehnt, da dies nur mit staatlicher Subvention funktionieren würde. Stattdessen sollte auf den Luftverkehr gesetzt werden, der jedoch für die Passagiere teurer ist. Mit dem Servicekontrakt von 2016 sollte Disko Line auch den Passagiertransport in Mittel- und Südgrönland übernehmen. Dafür wurden auch Helikopter eingesetzt, falls die Eisverhältnisse in Südgrönland die Schifffahrt unmöglich machen sollten. Der Servicekontrakt führte zu monatelangen politischen Unruhen. Trotz umfassender Kritik wurde der Servicekontrakt 2020 um zehn Jahre verlängert, allerdings ging der Luftverkehr wieder an Air Greenland über.

## Flotte

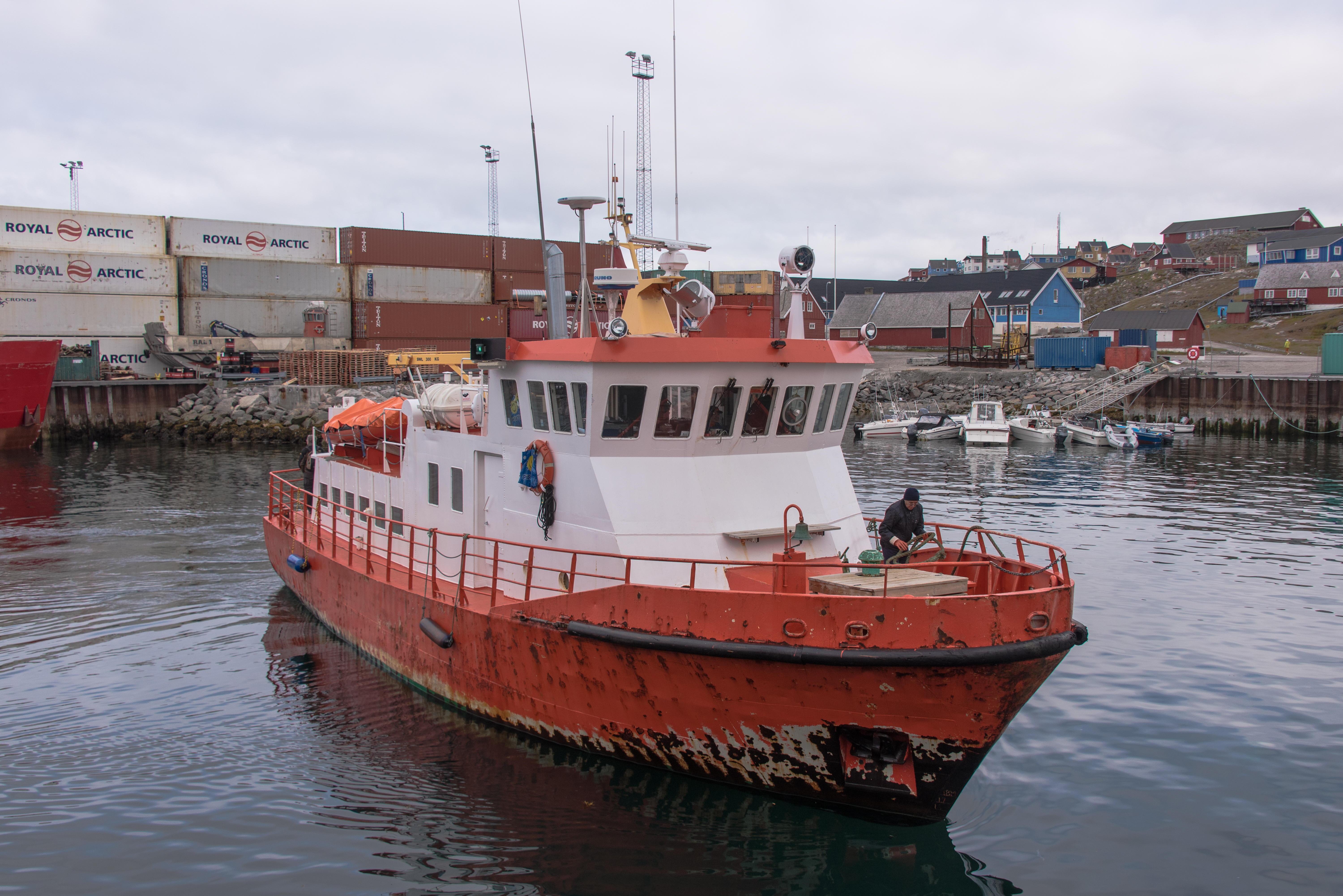
Die Aleqa Ittuk 2018 in Aasiaat

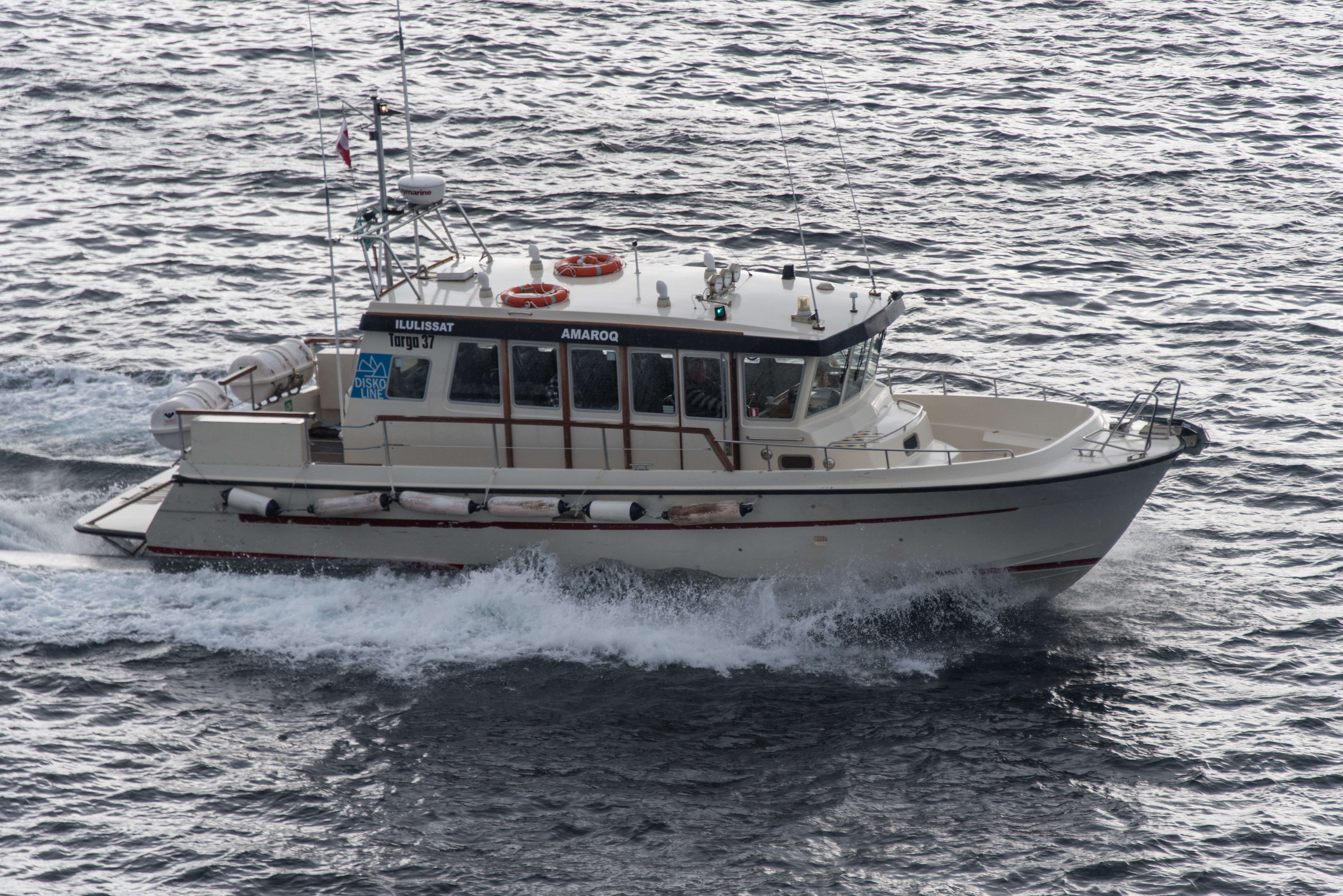
Die Amaroq 2018

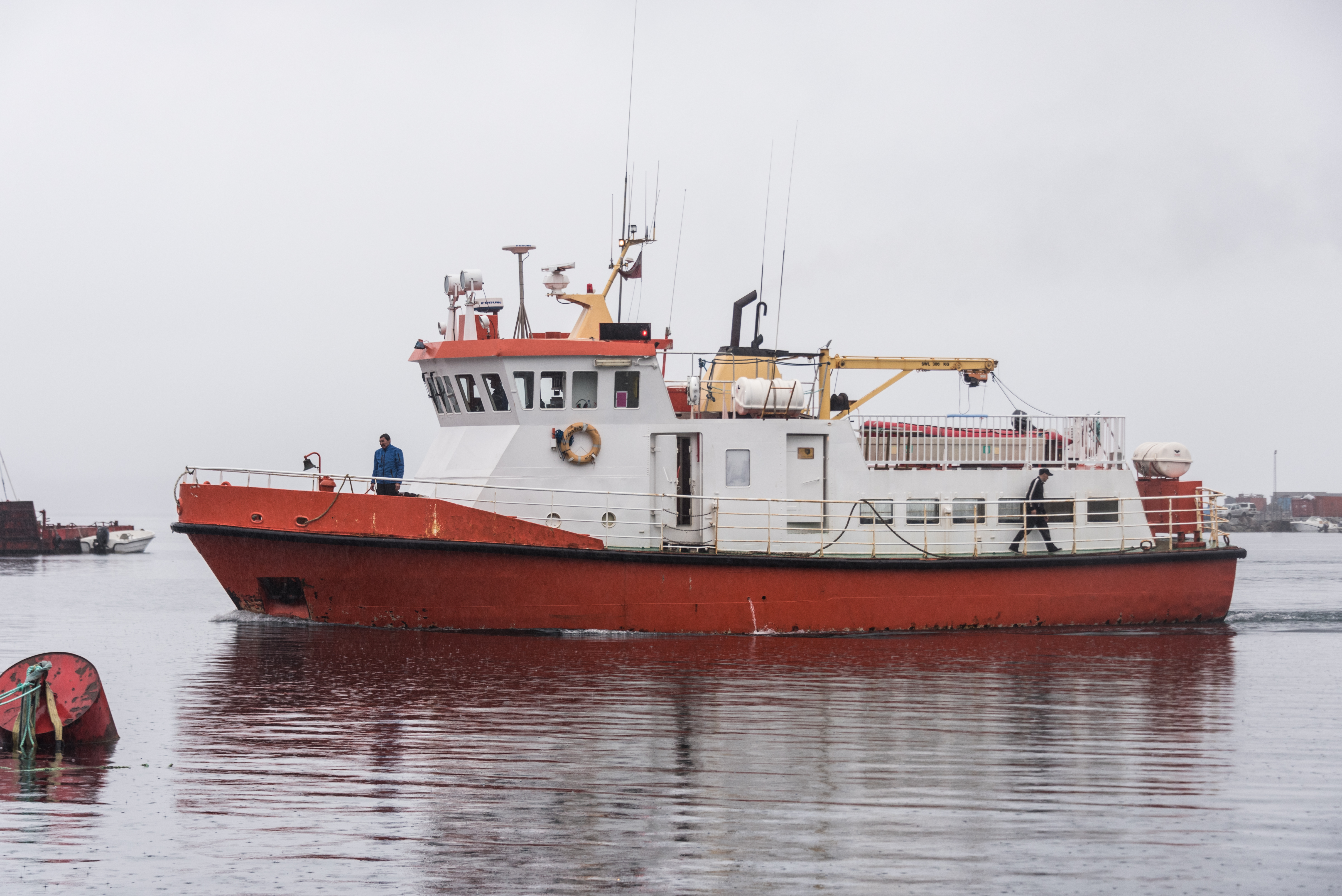
Die Aviaq Ittuk 2017 in Qaqortoq

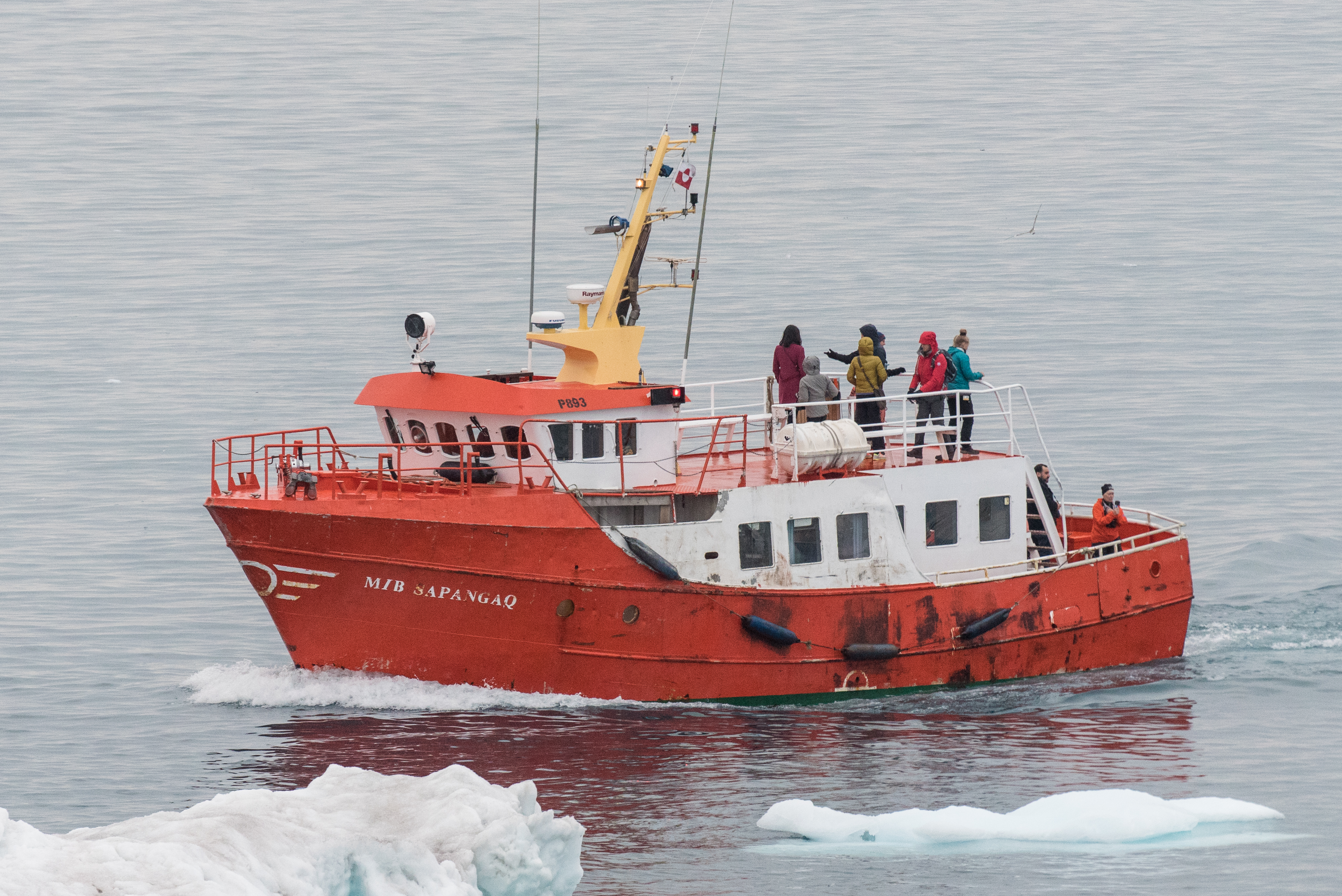
Die Sapangaq 2017

Mit Stand 2022 verfügt die Disko Line über fünfzehn Schiffe.
| Schiff         | Passagierzahl | Baujahr | Fahrtgebiet                |
| -------------- | ------------- | ------- | -------------------------- |
| Najaaraq Ittuk | 60            | 1999    | Diskobucht und Südgrönland |
| Aleqa Ittuk    | 36            | 1983    | Diskobucht                 |
| Aviaq Ittuk    | 36            | 1983    | Diskobucht                 |
| Sapangaq       | 36            | 1987    | Diskobucht                 |
| Ukaleq         | 12            | 1997    | Diskobucht                 |
| Nanoq          | 12            | 2008    | Diskobucht                 |
| Amaroq         | 12            | 2011    | Diskobucht                 |
| Aarluk         | 12            | 2012    | Diskobucht                 |
| Sulisoq        | 12            | 2012    | Diskobucht                 |
| Arfivik        | 12            | 2014    | Diskobucht                 |
| Niisa          | 12            | 2019    | Diskobucht                 |
| Mikisoq        | 5             | 2021    | Diskobucht                 |
| Ice Force V    | 12            | 2009    | Mittelgrönland             |
| Nilak          | 12            | 2008    | Südgrönland                |
| Iluliaq        | 12            | 2009    | Südgrönland                |

## Verbindungen
Mit Stand 2022 bietet das Unternehmen folgende Verbindungen an. Neben dem Linienverkehr können auch touristische Touren gebucht werden.
| Diskobucht        | Diskobucht |
| Start             | Ziel |
| ----------------- | --- |
| Aasiaat           | Akunnaaq, Attu, Iginniarfik, Ikamiut, Ikerasaarsuk, Ilimanaq, Ilulissat, Kangaatsiaq, Kitsissuarsuit, Niaqornaarsuk, Qasigiannguit, Qeqertarsuaq                 |
| Akunnaaq          | Aasiaat, Ikamiut, Ilimanaq, Ilulissat, Qasigiannguit |
| Attu              | Aasiaat, Iginniarfik, Ikerasaarsuk, Ilulissat, Kangaatsiaq, Niaqornaarsuk                                                                                        |
| Iginniarfik       | Aasiaat, Ikerasaarsuk, Ilulissat, Kangaatsiaq, Niaqornaarsuk |
| Ikamiut           | Aasiaat, Akunnaaq, Ilimanaq, Ilulissat, Qasigiannguit |
| Ikerasaarsuk      | Aasiaat, Attu, Iginniarfik, Ilulissat, Kangaatsiaq, Niaqornaarsuk                                                                                                |
| Ilimanaq          | Aasiaat, Akunnaaq, Ikamiut, Ilulissat, Qasigiannguit |
| Ilulissat         | Aasiaat, Akunnaaq, Attu, Iginniarfik, Ikamiut, Ikerasaarsuk, Ilimanaq, Kangaatsiaq, Kitsissuarsuit, Niaqornaarsuk, Qasigiannguit, Qeqertaq, Qeqertarsuaq, Saqqaq |
| Kangaatsiaq       | Aasiaat, Attu, Iginniarfik, Ikerasaarsuk, Ilulissat, Niaqornaarsuk                                                                                               |
| Kitsissuarsuit    | Aasiaat, Ilulissat, Qasigiannguit, Qeqertarsuaq |
| Niaqornaarsuk     | Aasiaat, Ilulissat, Kangaatsiaq |
| Qasigiannguit     | Aasiaat, Akunnaaq, Ikamiut, Ilimanaq, Ilulissat, Kangaatsiaq, Niaqornaarsuk                                                                                      |
| Qeqertaq          | Ilulissat, Saqqaq |
| Qeqertarsuaq      | Aasiaat, Akunnaaq, Ikamiut, Ilimanaq, Ilulissat, Kitsissuarsuit, Qasigiannguit                                                                                   |
| Saqqaq            | Ilulissat |
| Mittelgrönland    | |
| Start             | Ziel |
| Atammik           | Maniitsoq, Napasoq |
| Itilleq           | Sarfannguit, Sisimiut |
| Kangaamiut        | Maniitsoq |
| Kapisillit        | Nuuk |
| Maniitsoq         | Atammik, Kangaamiut, Napasoq |
| Napasoq           | Atammik, Maniitsoq |
| Nuuk              | Kapisillit |
| Sarfannguit       | Sisimiut |
| Sisimiut          | Itilleq, Sarfannguit |
| Südgrönland       | |
| Start             | Ziel |
| Aappilattoq       | Nanortalik, Narsarmijit, Qaqortoq, Tasiusaq |
| Alluitsup Paa     | Ammassivik, Eqalugaarsuit, Nanortalik, Narsaq, Qaqortoq, Saarloq                                                                                                 |
| Ammassivik        | Alluitsup Paa, Eqalugaarsuit, Narsaq, Qaqortoq, Saarloq |
| Eqalugaarsuit     | Ammassivik, Alluitsup Paa, Narsaq, Qaqortoq, Saarloq |
| Itilleq (Igaliku) | Narsaq, Narsarsuaq, Qaqortoq, Qassiarsuk |
| Nanortalik        | Aappilattoq, Alluitsup Paa, Narsarmijit, Qaqortoq, Tasiusaq |
| Narsaq            | Ammassivik, Alluitsup Paa, Eqalugaarsuit, Itilleq, Nanortalik, Narsarsuaq, Qaqortoq, Qassiarsuk, Saarloq                                                         |
| Narsarmijit       | Aappilattoq, Nanortalik, Qaqortoq, Tasiusaq |
| Narsarsuaq        | Alluitsup Paa, Itilleq, Nanortalik, Narsaq, Qaqortoq, Qassiarsuk                                                                                                 |
| Qaqortoq          | Aappilattoq, Ammassivik, Alluitsup Paa, Eqalugaarsuit, Itilleq, Nanortalik, Narsaq, Narsarmijit, Narsarsuaq, Qassiarsuk, Qassimiut, Saarloq, Tasiusaq            |
| Qassiarsuk        | Itilleq, Narsaq, Narsarsuaq, Qaqortoq |
| Qassimiut         | Qaqortoq |
| Saarloq           | Ammassivik, Alluitsup Paa, Eqalugaarsuit, Narsaq, Qaqortoq |
| Tasiusaq          | Nanortalik, Qaqortoq |

## Leitung
Quelle:

### Direktoren
- 2004–2007: Klaus Nordvig Andersen
- 2007–2010: Ole Dorph
- 2010–2012: Frederik Sandgreen und Peter Sørensen
- 2012–2017: Frederik Sandgreen
- 2017–2018: Finn Hansen
- seit 2018: Noelle Simoud

### Aufsichtsratsvorsitzende
- seit 2004: Jørgen Sølvsten Nielsen